# Krasnyje Barrikady
Krasnyje Barrikady (russisch Кра́сные Баррика́ды) ist eine Siedlung städtischen Typs in der Oblast Astrachan (Russland) mit 6488 Einwohnern (Stand 14. Oktober 2010).

## Geografie
Die Siedlung liegt in der Kaspischen Senke, im Wolgadelta gut 20 km südwestlich des Oblastverwaltungszentrums Astrachan.  Sie befindet sich am rechten Ufer des rechten Wolgaarmes Bachtemir, wenig unterhalb seiner Trennung vom Hauptarm der Wolga, sowie zu beiden Seiten des sich vom Bachtemir trennenden kleineren rechten Flussarms Bertjul.
Krasnyje Barrikady gehört zum Rajon Ikrjanoje und ist von dessen Verwaltungszentrum Ikrjanoje etwa 15 km in nordöstlicher Richtung entfernt.

## Geschichte
Erste Siedler kamen in der Mitte des 18. Jahrhunderts an die Stelle des heutigen Ortes. Er hieß zunächst nach dem Wolgaarm Bertjul. Ende des 19. Jahrhunderts wurde von den Unternehmern Bunijatow ein Lager und Transportbetrieb für Erdöl aus Baku gegründet, zu dem auch eine Reparaturwerft gehörte.
In der Zeit der Oktoberrevolution und des Russischen Bürgerkrieges kam es in Astrachan zu Kämpfen zwischen Anhängern und Gegnern der Revolution, an denen auch Arbeiter des Bunijatow-Unternehmens beteiligt waren. Zu deren Ehren wurde der Ort in der sowjetischen Periode (1952) in Krasnyje Barrikady umbenannt, zu deutsch ‚Rote Barrikaden‘, ebenso die Werft, die nach dem Zweiten Weltkrieg zu einem größeren Schiffbaubetrieb ausgebaut wurde. 1954 erhielt der Ort den Status einer Siedlung städtischen Typs.

### Bevölkerungsentwicklung
| Jahr | Einwohner |
| ---- | --------- |
| 1939 | 1122      |
| 1959 | 3521      |
| 1970 | 5002      |
| 1979 | 5809      |
| 1989 | 6184      |
| 2002 | 6304      |
| 2010 | 6488      |

Anmerkung: Volkszählungsdaten

## Wirtschaft und Infrastruktur
Wichtigstes Unternehmen ist die Schiffswerft Krasnyje Barrikady, die sich auf Bau und Reparatur von Spezialschiffen, Schwimmkränen und Plattformen für die Erdölerkundung und -förderung auf dem Meer spezialisiert hat.
Krasnyje Barrikady liegt an der Regionalstraße R216, die Astrachan mit dem im Südwestteil der Oblast gelegenen Rajonverwaltungszentrum Liman verbindet. Die Straße ist in Fortführung der Magistrale M6 von Moskau zugleich Teil der Europastraße 119, die weiter entlang der Westküste des Kaspischen Meeres in Richtung Dagestan und Aserbaidschan führt.